# Wirtschaft Malaysias
Die Wirtschaft Malaysias ist die Volkswirtschaft des südostasiatischen Staates Malaysia. Es handelt sich um eine weitgehend offene Volkswirtschaft, die auf einer staatsorientierten Freien Marktwirtschaft beruht. Malaysia zählte in den letzten Jahrzehnten zu den am schnellsten wachsenden Volkswirtschaften der Welt, unterbrochen nur durch die Asienkrise 1997/98. Insgesamt expandierte das kaufkraftbereinigte Bruttoinlandsprodukt pro Kopf von ca. 6.800 $ im Jahre 1990 auf 29.400 $ im Jahre 2017. Malaysia wird von der Weltbank zu den Ländern höheren mittleren Einkommens gezählt und plant in Zukunft zu den Ländern mit hohem Einkommensniveau aufzuschließen.
Im Global Competitiveness Report des World Economic Forum belegte Malaysia 2016 Platz 25 weltweit damit war es das asiatische Land mit der sechsthöchsten Wettbewerbsfähigkeit. Im Index für wirtschaftliche Freiheit belegt das Land 2017 Platz 23 von 180 Ländern.

## Allgemeines
Malaysia ist ein an Bodenschätzen und Rohstoffen (Zinn, Kautschuk, Palmöl, Erdöl) reiches Land. Zudem beheimatet Malaysia die Automobilhersteller Perodua und Proton sowie den Ölmulti Petronas. Seit Beginn der 1990er-Jahre erfolgte eine rasante industrielle Entwicklung, die das Land in die Reihe der aufstrebenden Schwellenländer (Pantherstaaten) aufrücken ließ. Malaysia gilt ökonomisch und politisch als eines der stabilsten Länder Südostasiens, in dem die Konvergenz von Tradition und Moderne, Islam und Kapitalismus propagiert wird. 
Es ist Mitglied der ASEAN, der D-8 und der G-15. Durch diese Ausrichtung erfuhr das Land einen grundlegenden Wandel von einem zuvor mehrheitlichen Agrarstaat hin zu einem technisierten und kapitalintensiven Industriestandort mit hohem Entwicklungspotenzial. Die ab 1997 auftretende Asienkrise traf allerdings auch Malaysia, doch hat sich die Wirtschaft inzwischen wieder erholt und verzeichnet ein erneutes Wachstum von etwa 5 bis 6 %. Im Jahr 2007 wurden für 155,73 Mrd. US-Dollar Güter importiert und gleichzeitig im Wert von 186,76 Mrd. US-Dollar exportiert. Die Inflationsrate betrug etwa 3,8 %. Das Bruttoinlandsprodukt betrug im Jahre 2017 9.813 US-$ pro Einwohner.
Die Arbeitslosigkeit lag im Jahr 2017 bei 3,4 %.
Malaysia ist Mitglied der International Cocoa Organization.

## Geschichte

### 1945 bis 1957
Die Briten kehrten nach dem Zweiten Weltkrieg nach Malaya zurück und wollten die alte, auf Niedriglöhnen basierende und auf Export ausgerichtete Plantagenwirtschaft wieder aufbauen. Dass dies gelang, lag an dem Kautschuk-Boom nach dem Krieg und der britischen Teile-und-herrsche-Politik. Die Wirtschaft Malayas/Malaysias war nach dem Ende des Krieges noch für etwa zwei Jahrzehnte – also auch noch nach der Unabhängigkeit – stark abhängig von dem Export von Kautschuk und Zinn und dem Import von Reis. Das Pro-Kopf-Einkommen Malayas, das lange eines der höchsten der Region war, stieg in der Nachkriegszeit wieder durch die hohen Rohstoffpreise und den schnellen Wiederaufbau der Exportwirtschaft. 
Einige Nationalisten beschwerten sich, dass ein großer Teil der Gewinne aus dem Kautschukhandel für den Wiederaufbau Großbritanniens verwendet wurde, konnten ihre Landsleute aber nicht überzeugen, sofort Unabhängigkeit zu fordern. 
In den fünfziger Jahren wurde die Produktion von der kommunistischen Rebellion beeinträchtigt und das Pro-Kopf-Einkommen wuchs durchschnittlich nur um 1 %. Die Kolonialherren verhinderten aber größere Auswirkungen auf die Wirtschaft.

### 1957 bis 1971
Die wirtschaftlichen Bedingungen nach der Unabhängigkeit 1957 erschienen vielversprechend für ein schnelles und anhaltendes Wachstum. Zu dem Erbe aus der Kolonialzeit gehören eine gut ausgebaute Infrastruktur, effiziente Verwaltungsmechanismen und ein florierender Exportsektor von landwirtschaftlichen Erzeugnissen mit großem Potential zur Weiterentwicklung. Zu dieser Zeit war Malaysia den meisten seiner Nachbarstaaten bereits in Hinsicht auf sein Pro-Kopf-Einkommen, Bildung und Gesundheitswesen voraus. 
Etwa 52 % der Bevölkerung der Föderation Malaya waren Malaien, die die Politik und Verwaltung dominierten, aber relativ arm waren. Die meisten Malaien gingen vergleichsweise unlukrativen Tätigkeiten in der Landwirtschaft nach. Die Chinesen (etwa 37 % der Bevölkerung) hatten dagegen mehr wirtschaftliche Macht und dominierten in den meisten modernen Berufsgruppen. Sie kamen aber nicht an die politische Macht und die ethnische Solidarität der Malaien heran. 

Daraus ergab sich ein Problem, das sich durch die ganze Geschichte der Föderation Malaya und später Malaysias zog: Das Dilemma, auf der einen Seite die wirtschaftspolitischen Ziele erreichen zu müssen, auf der anderen Seite aber auch die politische Stabilität und die Harmonie unter den Ethnien erhalten zu müssen. 
Im ersten Jahrzehnt nach der Unabhängigkeit war die Politik vor allem dadurch gekennzeichnet, aufkeimende Rivalitäten zwischen den Ethnien zu unterdrücken. In Bezug auf Handel und Industrie wurde die Politik der offenen Tür aus der Kolonialzeit fortgeführt. Gleichzeitig wurde versucht, die Ungleichheiten zwischen den Ethnien auszugleichen. Einige Probleme wie steigende Arbeitslosigkeit in den Städten, erneute Kontroversen über Bildung und Sprache und aufkommende Zweifel der nicht-malaiischen Bevölkerung, ob ihre Interessen im neuen Staat Malaysia angemessen vertreten werden, führten zu Enttäuschung in allen Teilen der Bevölkerung. Diese fanden ihren Höhepunkt in blutigen Ausschreitungen am 13. Mai 1969. Die Reaktion der Regierung auf diese Ereignisse war eine klare Richtungsänderung weg von einer hauptsächlich von wirtschaftlichen Überlegungen geprägten Wirtschaftspolitik hin zu positiver Diskriminierung/Quotenregelungen.

### Ab 1971: Neue Ökonomische Politik
Diese neue Ausrichtung in der Politik wurde 1971 durch die Neue Ökonomische Politik (NÖP) verkörpert. Zweck der NÖP war die Aufrechterhaltung der nationalen Einheit durch zwei Ziele:
- Beseitigung der Armut in der gesamten Bevölkerung
- Umstrukturierung der Gesellschaft mit dem Ziel, die Identifikation von Ethnien mit wirtschaftlichen Funktionen auszuschalten

Zur Erreichung des ersten Zieles sollte die Entwicklungsstrategie umformuliert werden. Nachdem sich die Wirtschaft Malaysias in den sechziger Jahren noch recht stark auf den primären Sektor stützte, sollte nun durch eine exportorientierte Industrialisierung und ein ehrgeiziges Programm zur Entwicklung ländlicher Gegenden die Armut bekämpft werden. Das zweite Ziel bedeutete konkret eine Besserstellung der Malaien. Sie sollten durch eine Vermögensumverteilung mehr wirtschaftliche Macht erhalten und in Wirtschaft und Bildung privilegiert werden. Ethnische Malayen werden gegenüber Ausländern und den immerhin 34 % der Bevölkerung ausmachenden malayischen Chinesen im Geschäftsleben vielfach bevorzugt. 
Trotz einiger Liberalisierungsmaßnahmen ist die Wirtschaft des Landes noch immer hochgradig reguliert. Der 1993 gegründete Staatsfonds Khazanah Nasional wirkt als strategischer Arm der Regierung, investiert in zahlreiche Branchen, so in Telekommunikation, Medien- und Kreativwirtschaft, Gesundheitsdienstleistungen, Informationstechnologie, Transportsektor, Immobilien- und Finanzwirtschaft und Energieerzeugung und begrenzt das ausländische Investment wie das der chinesischen Bürger Malaysias. Daneben gibt es einen weiteren Fonds, den KUB Malaysia, der der Regierungspartei UMNO nahesteht und auf die ethnische Verteilung seines Investments achtet. So hat Malaysia bis heute eine relativ geringe private Unternehmensgründungsrate.

## Kleine und mittelgroße Unternehmen
In Malaysia gibt es mehr als 100.000 kleine und mittlere Unternehmen. Die Regierung räumt ihnen hohe Priorität ein. 1996 betonte der damalige Premierminister Mahathir bin Mohamad ihre Wichtigkeit für die nachhaltige und dynamische Entwicklung der malaysischen Industrie und erklärte die Exportorientierung kleiner und mittlerer Unternehmen zum Ziel. Eine von der Regierungsorganisation Small and Medium Industry Development Corporation (SMIDEC) durchgeführte Studie aus dem Jahr 1998 kam zu dem Ergebnis, dass diese Unternehmen über 90 % der Produktionsstätten Malaysias betreiben, dass aber nur etwa 20 % davon exportorientiert sind.
SMIDEC bietet Kredite und Unterstützung für mittelständische Unternehmen an. Seit April 2000 stellte auch die Bank Negara Malaysia über verschiedene finanzielle Institutionen Kapital für mittelständische und neue Unternehmen zur Verfügung. Das Problem bei der Expansion liegt weniger im Umfang der angebotenen Kredite und Unterstützungen als vielmehr im mangelnden Bewusstsein über die Verfügbarkeit derselben und der Angst vor komplizierten bürokratischen Verfahren. Die große Teile der Wirtschaft dominierenden Chinesen sind nach Jahrzehnten der Diskriminierung seit der Einführung der New Economic Policy skeptisch gegenüber Unterstützung, die von der Regierung angeboten wird. Viele veranlasst die starke Unterstützung, welche die Malaien genossen haben, zu der Vermutung, dass die staatliche Unterstützung nur diesen gilt. 
Es gibt in Malaysia zwei Arten von kleinen und mittelständischen Unternehmen. Die erste umfasst Unternehmen, die von einer Generation junger Unternehmer angeführt wird. Diese sind gut gebildet und haben gute Kenntnisse von Computern und Technologie. Diese Firmen sind noch recht selten, aber ein großer Teil der von der Regierung angebotenen Unterstützung richtet sich an sie. 
Die große Mehrheit machen dagegen traditionelle Familienbetriebe aus. Sie sind in der Regel weniger modern. Ihr Erfolg basiert eher auf harter Arbeit und langen Arbeitszeiten als auf Innovation. Viele dieser Unternehmer haben ein relativ geringes Maß an Schul- und Universitätsbildung, was ihre Innovativität und die Effektivität ihres Managements und ihres Marketings beeinträchtigt. Manche von ihnen mussten sogar die Schule abbrechen, um im Familienbetrieb mitzuarbeiten. Viele von ihnen sind abhängig von persönlichen Kontakten und Weiterempfehlungen, weil sie kein modernes Marketing betreiben. Sie versuchen, Arbeitskosten so niedrig wie möglich zu halten und investieren daher auch kaum in Weiterbildung.

## Finanzwirtschaft

### Kapitalmarkt
Das Land führt eine Wertpapierbörse, welche als Bursa Malaysia bekannt ist. Der Leitindex des Landes ist der von ihr veröffentlichte FTSE Bursa Malaysia KLCI.

### Staatsfonds
Der malaysische Staat verfügt über einen Staatsfonds, der als Khazanah Nasional bekannt ist.

## Währungspolitik
Nachdem der malaysische Ringgit (MR) 1997 von 2,5 MR für einen US-Dollar auf 5 MR für einen USD gefallen war, wurde er am 1. September 1998 mit einem Wechselkurs von 3,8 MR an den US-Dollar gebunden. Am 21. Juli 2005 wurden die Wechselkurse freigegeben, werden aber weiterhin kontrolliert und basieren auf einem Korb von mehreren Währungen. Die meisten Wirtschaftsexperten in Malaysia begrüßen die Flexibilisierung und erwarten als Folge eine Stärkung der malaysischen Wirtschaft.